# Морано, Рид
Рид Мора́но (англ. Reed Morano; род. 15 апреля 1977, Омаха, Небраска, США) — американский кинооператор и режиссёр. Наиболее известна по работе над фильмами «Замёрзшая река» (2008), «Убей своих любимых» (2013) и «Близнецы» (2014), а также сериалом «Рассказ служанки» (2017).

## Карьера

### В качестве оператора
Начиная с 2008 года, работы Морано в качестве кинооператора регулярно появлялись на кинофестивале «Сандэнс». Её первым фильмом стал «Замёрзшая река» (снятый под именем Рид Доусон Морано), выигравший главный приз жюри. Она вернулась на фестиваль в 2011 году, с фильмом «Спокойной ночи, Луна». В 2012 году на фестивале были представлены два фильма, снятых Морано, — «Ради Эллен» с Полом Дано в главной роли, а также документальный фильм о группе LCD Soundsystem под названием «Заткнись и играй хиты».
В 2013 году на «Сандэнсе» были показаны драмы «Убей своих любимых» и «Неизбежное поражение Мистера и Пита». В 2014 году на фестивале была представлена драмеди «Близнецы» режиссёра Крейга Джонсона, а также драма «Военная история» Марка Джексона.
В 2013 году Морано присоединилась к Американскому обществу кинооператоров, став самым молодым его членом.
Морано выступила оператором первого сезона сериала HBO «В поиске», а также нескольких эпизодов шоу «Винил».

### В качестве режиссёра
В 2015 году Морано совершила свой режиссёрский дебют с драмой «Луговая страна», главные роли в которой исполнили Оливия Уайлд и Люк Уилсон. Она также выступила оператором фильма. Премьера картины состоялась в рамках фестиваля «Трайбека», получив положительные отзывы критиков.
В 2017 году Морано сняла три эпизода сериала «Рассказ служанки». За режиссуру премьерного эпизода она получила премии Гильдии режиссёров Америки и «Эмми», тем самым став первой женщиной, выигравшей награды за режиссуру драматического сериала.
В 2018 году на «Сандэнсе» был показан второй режиссёрский полнометражный фильм Морано, «Я думаю, теперь мы одни», с Питером Динклэйджем и Эль Фэннинг в главных ролях.

## Личная жизнь
Морано была замужем за оператором Мэттью Уокеромом с 2008 по 2018 год. У них есть двое сыновей.

## Фильмография

### Кино
| Год  | Название на русском                 | Оригинальное название                  | Роль                | Примечания                             |
| ---- | ----------------------------------- | -------------------------------------- | ------------------- | -------------------------------------- |
| 2008 | Замёрзшая река                      | Frozen River                           | оператор            | указана в титрах как Рид Доусон Морано |
| 2011 | Спокойной ночи, Луна                | Little Birds                           | оператор            |                                        |
| 2011 | Крик в небеса                       | Yelling to the Sky                     | оператор            |                                        |
| 2012 | Ради Эллен                          | For Ellen                              | оператор            |                                        |
| 2012 | Заткнись и играй хиты               | Shut Up and Play the Hits              | оператор            |                                        |
| 2012 | Бесплатные образцы                  | Free Samples                           | оператор            |                                        |
| 2012 | Третий акт                          | The Magic of Belle Isle                | оператор            |                                        |
| 2013 | Убей своих любимых                  | Kill Your Darlings                     | оператор            |                                        |
| 2013 | Неизбежное поражение Мистера и Пита | The Inevitable Defeat of Mister & Pete | оператор            |                                        |
| 2013 | Осенняя кровь                       | Autumn Blood                           | оператор            |                                        |
| 2014 | Близнецы                            | The Skeleton Twins                     | оператор            |                                        |
| 2014 | Военная история                     | War Story                              | оператор            |                                        |
| 2014 | А вот и она                         | And So It Goes                         | оператор            |                                        |
| 2015 | Луговая страна                      | Meadowland                             | режиссёр и оператор |                                        |
| 2018 | Я думаю, теперь мы одни             | I Think We’re Alone Now                | режиссёр и оператор |                                        |
| 2019 | Ритм-секция                         | The Rhythm Section                     | режиссёр            |                                        |

### Телевидение
| Год  | Название на русском | Оригинальное название | Роль     | Примечания                 |
| ---- | ------------------- | --------------------- | -------- | -------------------------- |
| 2014 | В поиске            | Looking               | оператор | 8 эпизодов                 |
| 2016 | Винил               | Vinyl                 | оператор | 5 эпизодов                 |
| 2016 | Остановись и гори   | Halt and Catch Fire   | режиссёр | Эпизод: «You Are Not Safe» |
| 2016 | Развод              | Divorce               | оператор | Эпизод: «Pilot»            |
| 2017 | Миллиарды           | Billions              | режиссёр | Эпизод: «Risk Management»  |
| 2017 | Рассказ служанки    | The Handmaid’s Tale   | режиссёр | 3 эпизода                  |

## Видеография

### Музыкальные видео
| Год  | Название             | Артист                               | Примечания |
| ---- | -------------------- | ------------------------------------ | ---------- |
| 2016 | «Sandcastles»        | Бейонсе                              | оператор   |
| 2016 | «No Love Like Yours» | Edward Sharpe and the Magnetic Zeros | оператор   |